# Pesszimizmus

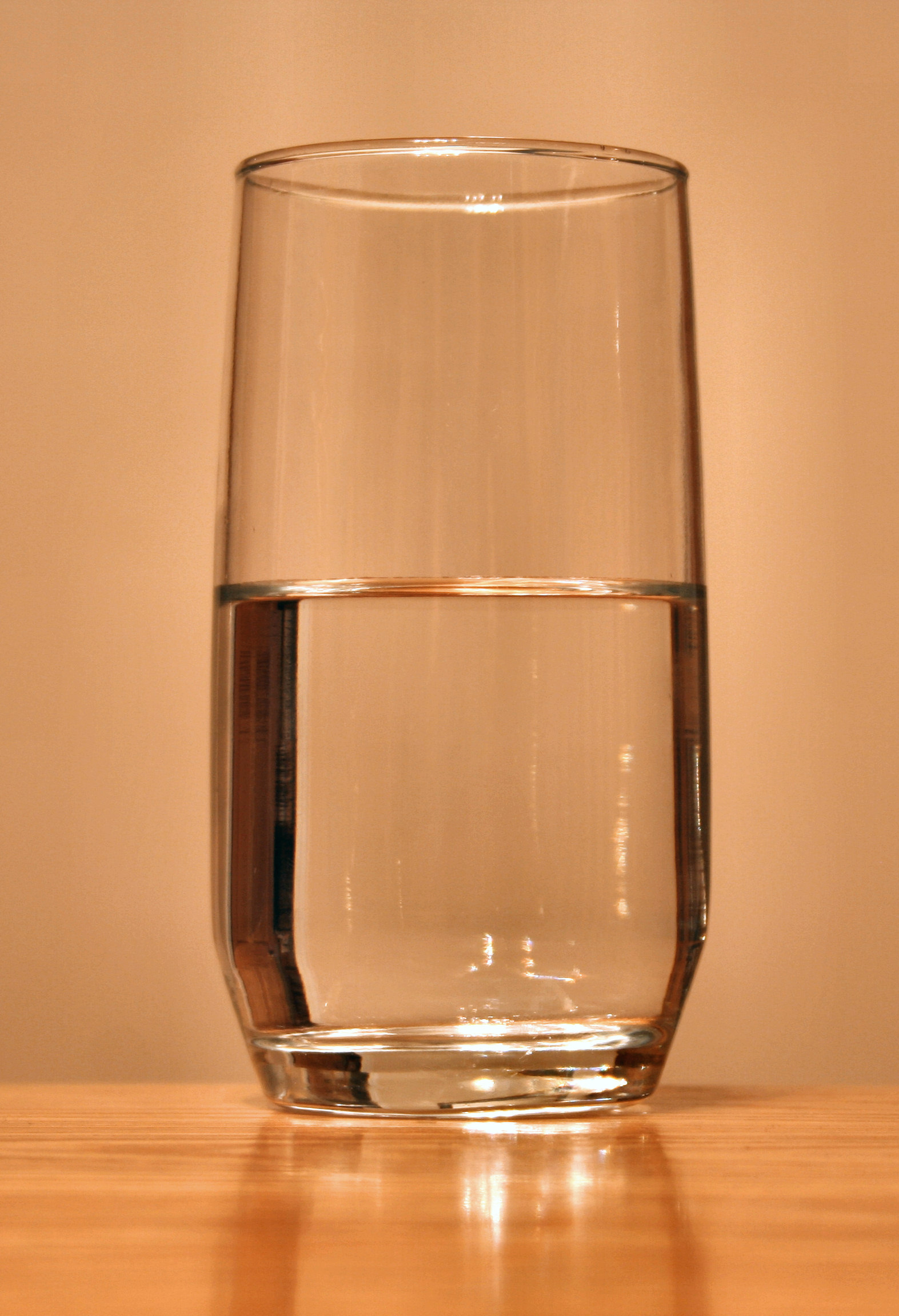
Gyakran említett példa: amikor egy fél pohár vizet lát, az optimista azt mondja rá, hogy félig teli; a pesszimista viszont, hogy félig üres.

A pesszimizmus az a fajta vélekedés, hogy általánosságban a dolgok rosszak, és csak egyre csak romlanak; ellentétben optimizmussal, ami a dolgok általános javulásában és a jó oldal szemléletében hisz. Egyszóval az optimista pozitívan, a pesszimista negatívan tekint a jövő felé. Egy gyakori példa a következőképpen szemlélteti a különbséget: amikor egy fél pohár vizet lát, az optimista azt mondja rá, hogy félig teli; a pesszimista viszont, hogy félig üres.
A pszichológiai pesszimizmus arra a hitre való hajlam, hogy az élet értéktelen vagy ártalmas és hogy ez a világ a lehetséges világok legrosszabbika. A leghíresebb példa rá Arthur Schopenhauer filozófiája. Irodalmi alkotások némelyike is foglalkozik vele, például Stephen King Állattemető című regénye.

## Nagy pesszimisták
A filozófia és a művészet története számos nagy pesszimistát tud említeni. Az ember a halálhoz való reménytelen viszonya miatt mindenáron szeretne optimista lenni, ezért nehezen fogadja el a nagy pesszimisták végletes álláspontját. Ennek ellenére nem kevesen írták be nevüket a pesszimizmus kultúrtörténetébe: Friedrich Nietzsche, Arthur Schopenhauer, Jonathan Swift, Franz Kafka, Hieronymus Bosch, Madách Imre, Kemény Zsigmond, Füst Milán, Erich von Stroheim, Andrej Tarkovszkij, Marian Zdziechowski és még nagyon sokan.